# Эйзенахцы
Эйзенахцы, реже айзенахцы (нем. eisenacher) — представители немецкого рабочего движения второй половины XIX века; члены Социал-демократической рабочей партии Германии, названные по городу Эйзенах (Айзенах), где на Всеобщем немецком рабочем съезде в 1869 году была основана СДРПГ.
К известным эйзенахцам принадлежали: Август Бебель, Вильгельм Либкнехт, Вильгельм Бракке и другие.
В 1875 году в городе Гота эйзенахцы объединились с лассальянцами, создав Социалистическую рабочую партию Германии (позднее, в 1890 году, она станет Социал-демократической партией Германии).